# Paramesochra acutata
Paramesochra acutata är en kräftdjursart som beskrevs av Walter Klie 1935. Paramesochra acutata ingår i släktet Paramesochra och familjen Paramesochridae. Arten är reproducerande i Sverige.

## Underarter
Arten delas in i följande underarter:
- P. a. hawaiiensis
- P. a. acutata